# كتاب العالم والغلام
كتاب العالم والغلام؛ هو سرد ديني للاستهلال الروحي مكتوب في شكل حوار درامي من قبل جعفر بن منصور اليمن (270 ه / 883 م - ج 347 ه / 958 م). يصف العمل لقاء شاب خبيث مع الداعي، أو مبشر إسماعيلي مسلم، الذي يقدم تدريجيا تلميذه الجديد إلى الأبعاد الداخلية للإسلام كما هو مبين من قبل الشيعة. 
المسلمون الإسماعيليون، هم من المسلمين الشيعة الذين يعتقدون أن إسماعيل بن جعفر (ب 100/719) كان خلفا نبويا حقيقيا أو الإمام جعفر الصادق (ص 148/765) ، في مقابل الإثناعشريين الذين يعتقدون أن موسى الكاظم (183/799) عين إمام على أخيه الأصغر إسماعيل. بعد ثورة عباس في 750 م اعتقد الإسماعيليون أن محمد بن إسماعيل ابن الإمام السابع والمهدي المنتظر قد دخل في حالة من الغيبة. وفي غيابه، بدأ الإسماعيليين ينشرون على نطاق واسع عقيدتهم خارج قاعدة سلطتهم في بلاد الشام من خلال الدعوة التي يقودها الداعي. بالإضافة إلى رئاسة الأنشطة التبشيرية الأولية للدعوة، كان الداعي مسؤولا عن تعليم مجتمعه وسلامته وصحته الروحية. إن العلاقة الشخصية للداعي وطلابه، التي صورها جعفر بن منير اليمن في كتابه، ستؤثر بشكل حاسم على رابطة الشيخ والمريد من الأوامر الصوفية اللاحقة. ومع صعود السلالة الفاطمية في الربع الأول من القرن العاشر الميلادي، عرف الإسماعيليون هؤلاء الخلفاء بإمامهم. 
وبهذه الطريقة، يعتبر الكتاب كتابا كلاسيكيا للأدب الفاطمي المبكر، يوثق الجوانب الهامة لتطوير الدعوة الإسماعيلية في اليمن في القرن العاشر. وكتاب أيضا ذات قيمة تاريخية كبيرة للباحثين في أدب النثر العربي وكذلك المهتمين في علاقة الشيعية الباطنية مع التصوف الإسلامي المبكر. وبالمثل، فإن كتاب مصدرا هاما للمعلومات عن مختلف الحركات داخل الشيعة في القرن العاشر مما أدى إلى انتشار الدعوة الفاطمية الإسماعيلية في جميع أنحاء العالم الإسلامي في العصور الوسطى، والتاريخ الديني والفلسفي لما بعد الفاطمي فرع المستعليه الإسماعيلي في اليمن والهند. 

## المؤلف
كان جعفر بن منصور اليمن شاعرا إسماعيليا رفيع المستوى، وعالم دين ورفيقا في المحكمة نشطا في عهد الخلفاء الفاطميين الأربعة الأوائل. ولد جعفر لعائلة شيعية من أصل كوفاني في اليمن، وكان ابن الدعوى الإسماعيلي الشهير بن حوشاب (ص 302 ه / 914 م). ونتيجة لعمله الرائد في تأسيس الدعوة الإسماعيلية اليمنية، كان بن حوشاب معروفا ب («الفاتح لليمن»)، الذي يستمد من عائلته جعفر. وباعتباره بن حوشاب الوحيد الذي اتبع خطاه بعد وفاته، كان جعفر غالبا ما يتعارض مع أخيه أبو الحسن. وأدى اجتذابهم المتبادل في النهاية جعفر إلى الهجرة إلى شمال أفريقيا، حيث وصل إلى عهد الخليفة الفاطمي الثاني القائم (ص 322-34 ه / 933-46 ق). هناك شهد الثورة المناهضة للقائم برئاسة الدولة الفاطميه من قبل خوارج وبربر أبو يزيد الذي بدأ في العامين الأخيرين من حكم القائم، وانتهى في السنة الأولى من خلفه، المنور (ص 334-41 ه / 946-53CE). 
كان شعر جعفر، الذي تألف إلى حد كبير خلال السنوات 333-36 ه / 945-48CE، يعبر عن الولاء الشديد لحكم الفاطمي. كما احتوت العديد من تراكيبه على تفسيرات استدلالية أو تأويل للكلمات والعبارات القرآنية، فضلا عن العبادة الطقسية الإسلامية، ورسائل الأبجدية العربية والتسلسل الهرمي للدعوة الفاطمية (كتاب الكاشف والشواهد والبيان وكتاب الفرائض وحدود الدين). 
كما احتفل عمله المبكر بانتصار المنصور على أبايزيد، مما جعله يحبذ الخليفة. في الواقع، حافظ جعفر على مسكن كبير في المنصورية، وهي بلدة أسسها الحاكم المسمى بالقرب من القيروان تكريما لهذا النصر. ومع ذلك، في وقت لاحق في الحياة وجد جعفر نفسه في مثل هذه المضائق المالية القاسية أنه اضطر لرهن أسرته في خطر كبير. كان في خطر المصادرة الكاملة حتى خلف الخليفة الفاطمي الرابع المعز (341-65 / 953-75) دينه تقديرا للخدمات التي قدمها جعفر ووالده بن حوشاب. توفي جعفر بعد خمس سنوات من عهد المعز. 

## العمل
كتاب العالم والصبي هو واحد من عدة أجزاء من الكتابة تعزى إلى جعفر التي بقيت على مدى قرون في اليمن وكجرات، بمثابة نقاط اتصال هامة للتدريس الروحي في هذه المجتمعات. كتب الكتاب كحوار درامي، وهو دليل جدير بالملاحظة لتطوير هذا الشكل الأدبي في العالم الإسلامي بطريقة مستقلة عن التكرارات اليونانية. ويصف العمل أيضا تطور الحياة الدينية الشيعية في أوائل العصور الوسطى من خلال انتشار الطائفة الشيعية والتربية الأخلاقية والروحية لهيكلها الهرمي، النسبي للبنوة والنسب. هذه المواضيع كلها قوية في دليل جعفر كتاب، وتبين الطريقة التي تمت ترجمتها بشكل واضح الحياة الدينية الشيعية في وقت لاحق إلى حساسية باطني أكثر انتشارا. 
الحوار نفسه يفتح مع عبارات الامتنان تجاه العالم (الذي) دعا المجتمع من المتكلم إلى الإيمان الحقيقي، وقد وجهت هذا المجتمع نحو المعرفة وأوكلت لهم في الممارسة الدينية الصحيحة. ويطلب المتكلم مزيدا من التوضيح بشأن هذه المسائل، ويستجيب ساجا من خلال طاعة الطاعة لتعاليمه كوسيلة لشكره، مستشهدا بالممارسة الصحيحة ويؤدي إلى الطريق كأفضل أشكال الامتنان. 
ثم يقدم مشهدا لجمهوره عن الشاب الذي رحلة له نحو الحقيقة يأخذه من الراحة المادية إلى أنجست الروحية، وبلغت ذروتها في الله إلقاء الضوء عليه الطريق الصحيح - وهو الطريق الذي يلزم الرجل على دعوة الآخرين لمتابعة له على ذلك. وقد تم تدوين هذا الالتزام في تسلسل هرمي روحي تكون فيه كل وصلة متعاقبة في سلسلة الأسبقية ملزمة بإحالة الآخرين إلى حظيرة. وهكذا فإن الرجل في المثل الملزم بالتجول في العديد من البلدان كمعلم، حتى يأتي على مجتمع أجنبي ينقسم على مسائل الروحانية، ويحتاج اهتمامه بالدين والقرب من المسار الحقيقي والانتماء الديني المشترك إلى الإسلام تدخل الرجل. وهنا يأخذ دور تعليمي، يجيب على الأسئلة التي يطرحها أفراد هذا المجتمع من أجل تعزيز اهتمامهم. فمعظم هؤلاء يتقبلون تلميذه، وهو يدرب هذا المذهب في الحجة الإلهية عن الأئمة والقديسين الشيعيين (أولياء). 
ثم أمر الحكيم تلميذه بالالتزام بالمعنى الخارجي للقرآن (ظاهر). في الواقع، كل الكتب المكشوفة مكملة في أصلها الإلهي، وتعمل بسلسلة متتالية من السلطة تعكس النسخ الهرمي الروحي للعلاقة الشيخ-موريد. ساجا يسأل خمسة أشياء من تلميذه: التمسك أوامره. لا يخفي شيئا منه. أن نتوقع الانتقائية من حكيم في الإجابة على أسئلته؛ لانتظار حكيم لنبحث مواضيع جديدة. وإخفاء أي مخاوف قد يكون لها من والده. في الواقع، يبدو أن طابع والد التلميذ يقف في وجه مجتمع يحتمل أن يكون معاديا من المسلمين الشيعة ملزمون بإخفاء معتقداتهم الحقيقية خوفا من الانتقام العنيف (تقية). 
بعد فترة من الدراسة تنفق تحت هذه القيود، التلميذ يكسب اتصال منتظم مع الشيخ ويسلم يمين له (بيعة) له. بعد هذه النقطة يكشف له ساجا المعتقدات الداخلية للإسماعيليين الشائعين، بما في ذلك التفسير الباطني للعلم الكوري القرآني، الذي يتم تنظيمه على طول وسطاء الأنبياء والإمام والقديسين الذي يربط الإنسان والإله.

## اقتباسات
1. ↑  Daftary، Farhad (1998). A Short History of the Ismailis. Edinburgh University Press. ص. 36–50.
2. ↑  Daftary، Farhad (1990). The Ismāʿīlīs: Their History and Doctrines. Cambridge University Press. ص. 104.
3. ↑  Morris، J.W. (2001). The Master and the Disciple: an Early Islamic Spiritual Dialogue. IB Taurus. ص. 6–17.
4. ↑  Ḥammādi، Moḥammad b. Mālek (1939). Kašf asrār al-bāṭeniya wa aḵbār al-Qarāmeṭa.
5. 1 2  Haji، Hamid (2008). "Jaʿfar b. Manṣur-al-Yaman". Encyclopaedia Iranica. Encyclopaedia Iranica. No. XIV: 349. {{استشهاد بدورية محكمة}}: |المجلد= يحوي نصًّا زائدًا (مساعدة)
6. 1 2  Morris، J.W. (2005). Reason and Inspiration in Islam. IB Taurus. ص. 102–16.
7. ↑  Poonawala، Ismail K. (1977). Biobibliography of Ismāʿīlī Literature.